# Dinastia Yuan settentrionale
La dinastia Yuan settentrionale (mongolo: Mongoliin khaant uls;) si riferisce ai resti della dinastia Yuan, che continuò a governare la Mongolia dopo l'espulsione dalla Cina nel 1368, fino alla nascita della dinastia Qing nel XVII secolo. Il periodo è stato caratterizzato da lotte tra fazioni e il ruolo spesso solo nominale del Gran Khan. Il periodo prima di 1388, quando Toghus Temur è stato assassinato nei pressi del fiume Tuul, è spesso definito come dinastia yuan settentrionale. È a volte indicato come Periodo post-imperiale della Mongolia o Kahnato mongolo nelle fonti moderna. Nelle cronache mongole di questo periodo è indicato anche come The Forty.